# Asceles diadema
Asceles diadema är en insektsart som beskrevs av Ludwig Redtenbacher 1908. Asceles diadema ingår i släktet Asceles och familjen Diapheromeridae. Inga underarter finns listade i Catalogue of Life.